# Poul Høi
Poul Høi (født 28. november 1964 i Haderslev) er en dansk journalist, som skriver fra USA til Berlingske. Han er bosiddende i Santa Fe, New Mexico. Poul Høi modtog Cavlingprisen i 2001.